# Jichák Hercog
Jichák Hercog (Tel-Aviv, 1960. szeptember 20. –) izraeli politikus, 2021. július 7. óta Izrael 11. államelnöke.
A korábbi izraeli elnök, Háim Hercog fia, szakmáját tekintve jogász, 1999 és 2001 között államtitkárként dolgozott. A Kneszet képviselője volt 2003 és 2018 között. 2005 és 2011 között több miniszteri tisztséget is betöltött, többek között Ehúd Olmert és Benjamin Netanjáhú miniszterelnökök alatt 2007 és 2011 között a jóléti és szociális ügyekért felelős minisztere volt. 2013 és 2017 között az Izraeli Munkáspárt és a Cionista Unió pártszövetségének elnöke volt. 2013 és 2018 között a Kneszetben a legnagyobb ellenzéki frakció vezetője, a 2015-ös választásokon pedig a Munkáspárt miniszterelnök-jelöltje volt.
2021. július 7-én a Kneszet egyhangúlag az ország elnökévé választotta, és aznap be is iktatták hivatalába.